# Socialistické strany v Česku
Tento článek je historickým přehledem českých socialistických stran. Omezuje se na socialistické strany, které mají větší voličskou podporu, tj. jsou nebo byly zastoupeny v parlamentu. Dále se věnuje stranám, které hrají v evropském prostředí důležitou roli.

## Českoslovanské socialistické strany za Rakouska-Uherska
České dělnické hnutí vzniká postupně z obecného národního hnutí v druhé polovině šedesátých let 19. století, v období, kdy došlo k rozdělení Rakouska na Rakousko-Uhersko. Roku 1874 se konal první sjezd celorakouské sociálně demokratické strany, jejímž tiskovým orgánem pro české prostředí se stávají Dělnické listy. Roku 1878 došlo v hostinci u Kaštanu v Břevnově k založení Sociálně demokratické strany českoslovanské v Rakousku, původně jedné z platforem rakouské sociální demokracie. Sociálně demokratická strana českoslovanská v Rakousku se roku 1889 podílela na založení Druhé internacionály.
Vztah českoslovanské platformy k mateřské celorakouské straně se postupně vyhraňoval, a tak roku 1893 vzniká Českoslovanská sociálně demokratická strana dělnická, od roku 1897 spojena s dalšími pěti národními socialistickými strana Předlitavska ve volnou federaci. ČSDSD se výrazně angažovala v boji za všeobecné hlasovací právo, za osmihodinovou pracovní dobu, zakládala odbory (roku 1897 založila Odborové sdružení českoslovanské OSČ), její slabinou však byl přístup k národní otázce - strana vyznávala austromarxistickou koncepci a otevřeně podporovala setrvání ve svazku zemí Rakouska-Uherska. To vedlo až k založení druhé české socialistické strany, tentokrát silně národovecky orientované České strany národně sociální.
Ze všech českých politických stran měla nejlepší organisovanost právě Českoslovanská sociálně demokratická strana dělnická. Kromě několika tiskovin (české Právo lidu, moravská Rovnost, vídeňské Dělnické listy) vedla vlastní tělovýchovnou organisaci: Dělnické tělovýchovné jednoty a vlastní vzdělávací instituci: Dělnickou akademii.
Za 1. světové války sice sociální demokraté původně stáli na straně prorakouského aktivismu, roku 1918 se však obě strany připojují k Národní přísaze. Dva socialisté (František Soukup z ČSDSD a Jiří Stříbrný za ČSNS) se řadí k mužům 28. října.

## Československé socialistické strany zaprvní republiky
Za První republiky působily v nově vzniklém Československu tyto socialistické strany:
- Československá sociálně demokratická strana dělnická
- Československá strana socialistická
- Německá sociálně demokratická strana dělnická v ČSR
- Německá národně socialistická strana dělnická

ČSDSD a ČSS patřily za První republiky ke skupině okolo presidenta Masaryka, byly oporou československé demokracie. V prvních letech republiky velice úzce spolupracovaly a uvažovalo se o sloučení, avšak nedošlo k němu kvůli některým programovým rozdílům a konfliktní situaci v ČSDSD. Tyto strany však společně s německými sociálními demokraty (jedna z prvních německých aktivistických stran) založily tzv. Rudý blok. Ten byl protipólem pravicového Zeleného bloku, tvořeného československými agrárníky, německými agrárníky a živnostníky.
Historik Stanislav Knob sumarizuje české levicové proudy v době kolem vzniku Československa následující tabulkou:
| Kritéria                 | Levice – komunisté | Levice – komunisté | Levice – komunisté | Střed – centristé | Střed – centristé | Pravice – reformisté | Pravice – reformisté                                                                                    |
| ------------------------ | --- | --- | --- | --- | --- | --- | --- |
| Vnitřní členění          | Bolševici | Šmeralisté | „Nezávislí komunisté“ | „Staří revoluční sociální demokraté“                                                                                                   | Neodvislí sociální demokraté | „Vládní“ sociální demokraté | Pokrokoví socialisté                                                                                    |
| Stranická příslušnost    | ČSDSD levice → KSČ | ČSDSD levice → KSČ | ČSDSD levice → KSČ | ČSDSD levice → KSČ/ČSDSD | Neodvislá ČSDSD | ČSDSD | Socialistická strana čs. lidu pracujícího                                                               |
| Představitelé            | Bohumil Jílek, Josef Haken, Václav Bolen, František Houser                                                                             | Bohumír Šmeral, Antonín Zápotocký | Josef Bubník, Juraj Krejčí, Robert Kunst, Josef Teska, Franz Warmbrunn, Ladislav Kučera, Jaroslav Rouček, Edmund Burian, Josef Kříž    | Emanuel Škatula, Václav Krňanský, Vojtěch Lev, František Tymeš, Novák, Neruda, Dvořák, Jaroslav Siegl                                  | Vilém Brodecký, Vincenc Charvát, Robert Klein, Josef Kříž, František Němec                                                             | Vlastimil Tusar, František Soukup, Gustav Habrman, Rudolf Bechyně, Antonín Hampl, František Tomášek, Antonín Němec, Rudolf Tayerle, Vojtěch Dundr | František Modráček, Josef Hudec, Jaroslav Stejskal, Alois Syřínek                                       |
| Stranický tisk           | Sociální demokrat → Komunista (29. 4. 1921), Rudé právo                                                                                | Sociální demokrat → Komunista (29. 4. 1921), Rudé právo                                                                                | Sociální demokrat → Komunista (29. 4. 1921), Rudé právo                                                                                | Rudá stráž, Dělnická stráž, Rudé právo                                                                                                 | Sociální demokrat (květen 1921) | Právo lidu (Praha), Rovnost (Brno), Duch času (Ostrava)                                                                                           | Socialistické listy                                                                                     |
| Odborový tisk            | Dřevodělnické listy, Rudý odborář (od roku 1922)                                                                                       | Dřevodělnické listy, Rudý odborář (od roku 1922)                                                                                       | Dřevodělnické listy, Rudý odborář (od roku 1922)                                                                                       | ? | Železniční zřízenec | Zájmy kovodělníků | ? |
| Centra podpory           | Kladno, Praha, Třinec | Kladno, Praha, Třinec | Kladno, Praha, Třinec | Mladá Boleslav, Praha | Praha | Praha, Plzeň, Ostrava | Praha                                                                                                   |
| Zahraniční orientace     | III. internacionála (Komunistická internacionála, Moskva)                                                                              | III. internacionála (Komunistická internacionála, Moskva)                                                                              | III. internacionála (Komunistická internacionála, Moskva)                                                                              | Dvaapůltá internacionála (Vídeň) | Dvaapůltá internacionála (Vídeň) | II. internacionála (Amsterdam) | II. internacionála (Amsterdam)                                                                          |
| Vztah k odborům          | odbory nástrojem strany | odbory nástrojem strany | autonomní role odborů | autonomní role odborů | autonomní role odborů | autonomní role odborů | autonomní role odborů                                                                                   |
| Socializace              | radikální (znárodnění bez náhrady, odstranění kapitalismu)                                                                             | radikální (znárodnění bez náhrady, odstranění kapitalismu)                                                                             | radikální (znárodnění bez náhrady, odstranění kapitalismu)                                                                             | radikální (znárodnění bez náhrady, odstranění kapitalismu)                                                                             | radikální (znárodnění bez náhrady, odstranění kapitalismu)                                                                             | postupná (evoluční) | postupná (evoluční)                                                                                     |
| Velkostatek              | pozemková reforma | pozemková reforma | pozemková reforma | pozemková reforma | pozemková reforma | | |
| Státoprávní politika     | stoupenci třídního boje vrcholícího revolucí                                                                                           | stoupenci třídního boje vrcholícího revolucí                                                                                           | přívrženci celé řady různých socialistických projektů                                                                                  | přívrženci celé řady různých socialistických projektů                                                                                  | přívrženci celé řady různých socialistických projektů                                                                                  | zastánci sociálních reforem v rámci politické demokracie                                                                                          | zastánci sociálních reforem v rámci politické demokracie                                                |
| Vztah k ostatním stranám | zastánci sloučení s centralisty (uskutečněno 1918), odpůrci spojení s národními socialisty, odpůrci občanských stran (účasti ve vládě) | zastánci sloučení s centralisty (uskutečněno 1918), odpůrci spojení s národními socialisty, odpůrci občanských stran (účasti ve vládě) | zastánci sloučení s centralisty (uskutečněno 1918), odpůrci spojení s národními socialisty, odpůrci občanských stran (účasti ve vládě) | zastánci sloučení s centralisty (uskutečněno 1918), odpůrci spojení s národními socialisty, odpůrci občanských stran (účasti ve vládě) | zastánci sloučení s centralisty (uskutečněno 1918), odpůrci spojení s národními socialisty, odpůrci občanských stran (účasti ve vládě) | zastánci sloučení s národními socialisty (neuskutečněno), spolupracují s občanskými stranami (ve vládě)                                           | zastánci sloučení s národními socialisty (neuskutečněno), spolupracují s občanskými stranami (ve vládě) |
| 1911                     | centralisté i autonomisté | centralisté i autonomisté | centralisté i autonomisté | centralisté i autonomisté | centralisté i autonomisté | autonomisté | autonomisté                                                                                             |
| 1917                     | většinou zastánci loajality k monarchii, ale také zastánci samostatnosti českého národa                                                | většinou zastánci loajality k monarchii, ale také zastánci samostatnosti českého národa                                                | většinou zastánci loajality k monarchii, ale také zastánci samostatnosti českého národa                                                | většinou zastánci loajality k monarchii, ale také zastánci samostatnosti českého národa                                                | většinou zastánci loajality k monarchii, ale také zastánci samostatnosti českého národa                                                | zastánci samostatnosti | zastánci samostatnosti                                                                                  |
| 1929                     | KSČ | KSČ | ČSDSD | ČSDSD | ČSDSD | ČSDSD | ČSDSD                                                                                                   |

Obě německé socialistické strany byly založeny roku 1919 a obě zpočátku praktikovaly negativistickou politiku - zatímco Německá sociálně demokratická strana dělnická v ČSR toto však později překonala, němečtí národní socialisté se stali pouze jakousi pátou kolonou německých nacistů na českém území.
V komunálních volbách roku 1919 zvítězili sociální demokraté, na což reagovala politická representace vznikem nové vlády v čele se sociálním demokratem Vlastimil Tusarem. Výrazného úspěchu dosáhly socialistické strany v parlamentních volbách roku 1920, v nichž dosáhly společně 45 % hlasů. Československá sociální demokracie ve volbách zvítězila, následována německými sociálními demokraty. Vlastimil Tusar byl potvrzen jako premiér, pro jeho novou vládu se vžil název 2. vláda rudozelené koalice. Ta trvala pouze do září, kdy došlo k vyvrcholení vleklé krise v československé sociální demokracii. 
- 1920: Volby do parlamentu ČSR - ČSDSD 25,7 %, ČSS 8,1 %, NSDSD v ČSR 11,1 %, prorevoluční část ČSDSD zakládá Československou sociálně demokratickou stranu dělnickou-levici, evolucionistická část strany na vlastním sjezdu přijímá Dělnický hospodářský program v ČSR, v prosinci opouští Sociální demokracii skupina odborářů, zakládající Neodvislou radikální sociálně demokratickou stranu
- 1921: Založena Komunistická strana Československa (oslabení voličské základny - české a německočeské - sociální demokracie)
- 1923: Z vyloučených členů ČSNS vytvořena Neodvislá socialistická strana, která vzápětí s Neodvislou radikální sociálně demokratickou stranou vytváří Socialistické sjednocení.
- 1925: Volby do parlamentu ČSR - ČSDSD 8,9 %, ČSS 8,6 %, NSDSD v ČSR 5,8 %
- 1926: Sjezd ČSS (změna názvu na Československá strana národně socialistická,vítězství demokratické části strany nad fašistickým křídlem)
- 1926-1929: Vláda panské koalice bez účasti socialistických stran
- 1928: Společný sjezd české a německé sociální demokracie
- 1929: Volby do parlamentu ČSR - ČSDSD 13 %, ČSNS 10,4 %, NSDSD v ČSR 6,9 %
- 1930: Šestnáctý sjezd Sociální demokracie (přijat Stivínův program mající podporu TGM)
- 1931: Dvanáctý sjezd Národních socialistů (přijetí Benešova programu, taktéž konzultován s TGM)
- 1935: Volby do parlamentu ČSR - ČSDSD 12,6 %, ČSNS 9,2 %, NSDSD v ČSR 3,6 %, Národní socialista Edvard Beneš se stává prezidentem republiky
- 1938: Po Mnichovské dohodě ČSDSD i ČSNS pořádají likvidační sjezd, sociální demokraté zakládají široce pojatou levicovou Národní stranu práce působící v opozici, národní socialisté se rozdělují (někteří vstupují do pravicově orientované Strany národní jednoty, jiní se přidávají k sociálním demokratům).

## Československé socialistické strany v období let1945-48
Po druhé světové válce, kde se socialisté výrazně podíleli na odboji, jsou obě strany obnoveny.Sociální demokracie pod novým názvem Československá sociální demokracie,národní socialisté si ponechali svůj předválečný název. Navíc je sociálními demokraty na Slovensku založena Strana práce,protože tamní sociální demokraté odmítli umělé sloučení s KSS v roce 1944.
Sociální demokraté (tedy také Strana práce) hovořili o demokratickém socialismu založeném na existenci společenského vlastnictví výroby a na drobném a středním podnikání vedle sebe, na pozemkové reformě a široké sociální péči a opírajícím se o zásady parlamentní demokracie. 
Národní socialisté zdůrazňovali především zajištění základních občanských svobod a politických práv,stavěli se za zestátnění velkého průmyslu a přírodního bohatství,zároveň však trvali na ochraně individuálního soukromého vlastnictví a na podpoře podnikání. 
- Členská základna: ČSD 350 000 členů, ČSNS 500 000 členů

Sociální demokracie ovšem ztrácela na popularitě v důsledku činností vedení (prokomunistická politika Z. Fierlingera). Proti Fierlingerově linii vystupovali obránci programové, ideové i politické samostatnosti sociální demokracie, reprezentovaní především Václavem Majerem, Václavem Holubem, Vilémem Bernardem, Vladimírem Görnerem a stranickými vůdci z meziválečného období – Rudolfem Bechyněm, Vojtěchem Dundrem, Ivanem Dérerem, Alfrédem Meissnerem, Vojtou Benešem aj.Tito členové ČSD sice neodmítali jakoukoliv spolupráci s KSČ, podmiňovali ji však vyloučením stalinistických praktik a důsledným oboustranným respektováním zásady „rovný s rovným“. 
Národně socialistická strana sice nikdy nehodlala přejít do oficiální opozice,avšak rozdílné názory a kritika komunistických ministrů se objevovaly čím dál častěji. 

### Volby 1946
České země: 
- ČSNS 23,66 %
- ČSD 15,58 %

 Slovensko: 
- Strana práce 3,11 %

 Československo celkem: 
- ČSNS 18,29 % a 55 mandátů
- ČSD 12,05 % a 37 mandátů
- Strana práce 0,71 % a 2 mandáty

### Po volbách do února 1948
Na neúspěch ve volbách reagovala Sociální demokracie zvolením Bohumila Laušmana (nepředstavoval fierlingerovskou linii) do vedení strany.Na témže sjezdu jasně odmítla sloučení s KSČ.
V roce 1947 oficiálně splynula Strana práce s ČSD.
Stalinizující křídlo ČSD se však nevzdalo a dál pokračovalo s podporou KSČ  ve své činnosti. Po únorových událostech (kdy ČSD zachovala neutralitu - nejdříve odmítla opakované nabídky KSČ k „čistokrevné“ koalici,následně však její ministři s výjimkou V. Majera odmítli podat demisi) roku 1948 byla strana násilně sloučena (přes odpor většiny členů i závěrů vyvozených na 21.sjezdu strany) s KSČ. Národní socialisté (už jako „loutková“ strana zbavená předválečného a poválečného vedení) se znovu přejmenovali na Československou socialistickou stranu a jako člen Národní fronty tak setrvali až do roku 1989.

## Léta 1948 – 1989 (exil a domácí odboj)
- 1948: v Londýně ustaven ústřední výkonný výbor Sociální demokracie v zahraničí
- 1948-50: vzniká Československá socialistická strana v Rakousku (v rámci Rakouské soc.dem.),od roku 1949 byla exilová ČSSD zastoupena jak v ústředí Československého demokratického exilu – Radě svobodného Československa se sídlem ve Washingtonu, tak v Socialistické unii střední a východní Evropy, jejímiž členy se postupně staly socialistické strany z ČSR a východní Evropy, v Československu probíhá pokus o založení ilegální Československé nezávislé sociální demokracie (i za účasti národních socialistů)
- 1951: Exilová ČSSD získává poradní místo v Socialistické internacionále
- 1968: ustaven pětičlenný přípravný výbor pro obnovení legální nezávislé Sociální demokracie,ustanoven též druhý výbor pro založení Masarykova sdružení pro demokratický socialismus,někteří národní socialisté se podílí na činnosti KAN
- 70.–80. léta: ve vlasti působila skupina „nezávislých socialistů“ v čele s Rudolfem Battěkem, hlásící se k zásadám Socialistické internacionály a stojící na platformě Charty 77
- 1973: první sjezd celoexilové ČSSD v hotelu švýcarských odborů Rotschuu-Gersau
- 1978: v Curychu uskutečněny oslavy stého založení Sociální demokracie, obnoveno vydávání Práva lidu

## Od roku 1989 po současnost
- 1990: Dokončeno obnovení sociálnědemokratické (Československá sociální demokracie) a národněsocialistické (Československá socialistická strana) strany, skupina členů ČSSD kolem R. Battěka zakládá Klub sociálních demokratů Občanského fóra, dále vzniká socialisticky orientovaná Strana demokratické levice (strana později navázala kontakt s KSČM a založila spolu s ní koalici Levý blok [nedostupný zdroj])
- Volby do České národní rady 1990: ČSSD 4,11 %, ČSS 2,68 %
- Volby do Federálního shromáždění (Sněmovna lidu) 1990: ČSSD 3,84 %, ČSS 2,75 %
- Volby do Federálního shromáždění (Sněmovna národů) 1990: ČSSD 4,17 %, ČSS 2,89 %
- 1992: Národní socialisté se stávají jednou ze stran Liberálně sociální unie, ČSSD kandiduje samostatně, SDL kandiduje jako součást Levého bloku (viz výše)
- Volby do České národní rady 1992: ČSSD 6,53 % (16 mandátů), LSU 6,52 % (16 mandátů), Levý blok 14,05 % (35 mandátů)
- Volby do Federálního shromáždění (Sněmovna lidu) 1992: ČSSD 7,67 % (10 mandátů), LSU 5,84 % (7 mandátů), Levý blok 14,27 % (19 mandátů), ve volbách také kandidovalo uskupení Národně socialistická strana-Československá strana národně socialistická (0,14%)
- Volby do Federálního shromáždění (Sněmovna národů) 1992: ČSSD 6,80 % (6 mandátů), LSU 6,06 % (5 mandátů), Levý blok 14,48 % (15 mandátů)
- 1993: Změna názvu národně socialistické (Liberální strana národně sociální) a sociálně demokratické (Česká strana sociálně demokratická) strany, rozpad koalice Levého bloku (KSČM vystupuje z koalice, Levý blok i Strana demokratické levice pokračují dále jako samostatné strany)
- 1996: LSNS uzavírá volební koalici s sociálně-liberální stranou Svobodní demokraté
- Volby do Poslanecké sněmovny 1996: ČSSD 26,44 % (61 mandátů), Svobodní demokraté-LSNS 2,05 %, Levý blok 1,40 %, Strana demokratické levice 0,13 %
- 1997: Národně socialistická strana opouští koalici (nový název Česká strana národně sociální), sloučení Levého bloku a Strany demokratické levice
- Volby do Parlamentu 1998: ČSSD 32,31 % (74 mandátů,vítěz voleb), ČSNS 0,29 %
- 1998-2002: menšinová vláda ČSSD
- Volby do Poslanecké sněmovny 2002: ČSSD 30,20 % (vítěz voleb, 70 mandátů), ČSNS 0,81 %,Strana demokratického socialismu 0,00 %
- 2002-2006: Středová vláda ČSSD, KDU-ČSL a US (101 mandátů)
- 2003: ČSNS uzavírá dohodu s ultrapravicovou Národní stranou o společném postupu do Evropských voleb (Národní koalice)
- Volby do Evropského parlamentu 2004: ČSSD 8,78 % (2 mandáty), SDS 0,07 %, Národní koalice 0,12 %
- 2005: Finanční problémy ČSNS (strana se ocitá v konkurzu), založení nové České strany národně socialistické (původně ČSNS 2005), ČSSD přijímá Dlouhodobý program
- Volby do Poslanecké sněmovny 2006: ČSSD 32,32 % (74 mandátů), ČSNS 0,02 % (strana kandidovala pouze ve dvou krajích, v ostatních vyslovila podporu ČSSD v zájmu zachování sociálního státu)
- Volby do Poslanecké sněmovny 2010: ČSSD 22,08 % (vítěz voleb, 56 mandátů), ČSNS 2005 0,02 %, ČSNS 0,00 %
- 2011: Rozkolem od ČSSD vzniká strana Národní socialisté vedená bývalým premiérem za ČSSD Jiřím Paroubkem
- Volby do Poslanecké sněmovny 2013: ČSSD 20,45 % (vítěz voleb, 50 mandátů), LEV 21 0,07 %
- 2013-2017: Středolevicová vláda ANO, ČSSD, KDU-ČSL (111 mandátů)
- Volby do Poslanecké sněmovny 2017: ČSSD 7,27 % (15 mandátů), ČSNS 0,03%
- 2018‐2021: Levicová vláda ANO, ČSSD s podporou KSČM (93 + 15 mandátů)
- Volby do Poslanecké sněmovny 2021: ČSSD 4,71 %, Levice 0,01%
- 2022: Strany ČSNS 2005 a NÁR.SOC. se sloučily do strany ČSNS
- 2023: Změna názvu sociálně demokratické strany (Sociální demokracie)

## Charakteristika stran
- Sociální demokracie: Původně marxistická strana, tahoun dělnického hnutí v období Rakouska-Uherska a První republiky. Po konfliktu mezi revolučními a evolučními členy se strana orientuje na vizi demokratického socialismu. Dnes lze SOCDEM označit jako liberální levicovou stranu.
- Česká strana národně socialistická: Národní socialisté prošli od svého založení řadou změn. Strana vzniká jako národní křídlo dělnického hnutí. Za první republiky a po druhé světové válce se prezentuje jako strana středních tříd (živnostníci). Po roce 1989 strana reprezentuje středové postoje. Ke změně dochází v roce 2003 kdy uzavírá nacionalistickou koalici s Národní stranou. "Nová" Česká strana národně socialistická (2005) se však hlásila k levici a vizi sociálního státu.
- Strana demokratického socialismu: Na domácí půdě nevýznamná, avšak do světové politiky se zapsala jako spoluzakladatel Evropské levice. Reprezentovala názory demokratického socialismu a eurokomunismu. Strana spolupracovala s ČSSD i KSČM.

- Další strany: Některé socialistické priority zastává Humanistická strana a České hnutí za národní jednotu. Často je zde chybně řazena i Dělnická strana sociální spravedlnosti.